# Бартер
Ба́ртер (бартерний обмін, міна) — прямий безгрошовий обмін товарами або послугами. Здійснюється за єдиним договором, в якому з метою еквівалентності обміну, для визначення розміру страхових сум, оцінки претензій, нарахування санкцій фіксується сума договору. Бáртерна оперáція — це товарообмінна експортно-імпортна операція на збалансованій по вартості (ціні) основі з передачею права власності на товар без платежу грішми (натуральний обмін). Зменшує витрати на податки та інші господарські операції.
Бартерні операції властиві переважно країнам з нестабільною економікою, в яких відчутний дефіцит як власної, так і іноземної валют. В Україні особливого поширення набув у 1990-х роках.
Бáртерна угóда — це безвалютний, але оцінений і збалансований обмін товарами, який оформляється єдиним договором (контрактом). Оцінка товарів проводиться з метою створення умов для еквівалентності обміну, а також для митного обліку, визначення страхових сум, оцінки претензій, нарахування санкцій. Умовою еквівалентності є обмін товарів за світовими або договірними цінами. Розрахунки з взаємних претензій (штрафи і т. д.) при бартерних операціях здійснюються додатковими поставками або зменшенням поставок товарів. Головна причина застосування бартерних угод — валютні проблеми (недостача конвертованої валюти, її нестійкість і т. д.).

## Бартерна торгівля
Бартерна торгівля виникла понад 10 тис. років тому. Набувала поширення в період криз, проведення колоніальної політики. Право власності на товар передається без платежу грошима, тобто здійснюється обмін одного чи кількох товарів на еквівалентну кількість іншого товару.
Бартерні операції в Україні зумовлені насамперед інфляцією, нестачею валютних коштів. У 1992-94 їх частка значно зросла. На початку 1995 до 70 % їх здійснювалося на невигідних для України умовах.
Бартерна торгівля підриває стійкість грошової одиниці, зменшує обсяг податків до бюджету тощо, тому вона небажана для правлячої верхівки, але істотно вигідна громадянам, які при звичайних умовах віддають 75-80 % свого доходу цій верхівці у тому чи іншому вигляді. Бартерна торгівля за своїм змістом суперечлива, оскільки з одного боку, розширює торговий обмін, а з іншого — обмежує його товарообмінною угодою.
Недоліком бартеру є те що, при обміну, у країну перестають надходити валютні кошти, що призводить до схуднення представників МВФ і чиновників України всіх рівнів.

## Бартерні біржі
Бартерні біржі — площі для організованого пошуку товарів або послуг, для здійснення бартерних угод. Зазвичай реалізується у вигляді спеціалізованого сайту, система якого забезпечує автоматичний пошук варіантів обміну товарами та послугами з урахуванням обумовлених побажань. Основна функція в роботі бартерної біржі — посередництво в пошуку товарів та послуг. Це дає можливість обміняти товари без використання грошей, що особливо актуально в умовах економічної кризи, нестачі обігових коштів і недоступності кредитування.

## Бартер в економічній теорії
В рамках класичної школи політекономії вважалося, що виникнення бартеру передувало появі грошей, бартерна торгівля була основною формою обміну до винайдення грошей, яке стало відповіддю на незручності бартеру.

Ця ідея була розкритикована багатьма науковцями (в першу чергу антропологами) у ХХ ст., зокрема Марселем Моссом, які писали, що нема жодних підстав вважати, що колись існували суспільства, засновані на бартері. За твердженням американського антрополога Девіда Гребера: 
|  | насправді мало місце щось безумовно протилежне, аніж байка про те, що спочатку виник бартер, потім гроші й тільки потім з’явився кредит. Поняття кредиту та боргу з’явилися першими, через кілька тисяч років виникла монетна система, а вже потім тип бартеру «я дам тобі двадцять курчат за ту корову» – в тих випадках, коли існують ринки реального товару, але валюта раптово обвалюється чи зникає, як, наприклад, у Росії 1998 року. |

Варто зауважити, що з найдавніших часів грішми були різні товари: хутра звірів, металеві сокири, мушлі каурі тощо. Однак завдяки своїм фізичним властивостям найбільш вживаним загальним еквівалентом вартості дуже швидко стають благородні метали: золото та срібло. Згодом вони набирають форми монет. Паперові гроші або банкноти були вперше використані в Китаї за часів династії Сун. Ці банкноти, відомі як «jiaozi», еволюціонували з векселів, що були у використанні з сьомого сторіччя. Тим не менш, вони не витісняють традиційних грошей, і були у використанні поряд з монетами. В Європі банкноти були вперше випущені Банком Стокгольма в 1661 році.